# Ghetto di Mińsk Mazowiecki
Il ghetto di Mińsk Mazowiecki era un ghetto istituito dalla Germania nazista durante la seconda guerra mondiale nella Polonia occupata. Vi furono imprigionati circa 7.000 ebrei polacchi da tutti gli insediamenti vicini a scopo di persecuzione e sfruttamento. Due anni più tardi, a partire 21 agosto 1942 durante la fase di più mortale della Shoah nella Polonia occupata, furono rastrellati uomini, donne e bambini, e deportati nel campo di sterminio di Treblinka a bordo dei treni dell'Olocausto. Durante il processo di liquidazione del ghetto, circa 1.300 ebrei furono giustiziati sommariamente dalle SS nelle strade di Mińsk Mazowiecki.

## Storia
Dopo l'invasione sia nazista che sovietica della Polonia del settembre 1939, il 25 ottobre 1940 fu creato un ghetto a Mińsk, 41 chilometri a est di Varsavia, intorno alla piazza della città pesantemente bombardata, e lungo le strade di Siennicka, Nadrzeczna, Mostowa e Warszawska. Circa 5.000 ebrei furono costretti a trasferirsi lì da tutta la città, in seguito il ghetto si espande con gli ebrei più diseredati portati da Kałuszyn, Kalisz, Lipno e Pabianice. Quelli confinati entro i confini del ghetto ricevettero razioni di fame dalle SS per somme di denaro irragionevoli. Quando possibile, ricevevano aiuto dai polacchi esterni non ebrei che contrabbandavano cibo e facevano circolare le kennkarte forgiate dalla resistenza. Tale attività rappresentava un grave pericolo a causa della presenza della minoranza tedesca a Mińsk in servizio con il battaglione Sonderdienst locale (i Sonderdienst armati di armi furono formati da Gauleiter Frank il 6 maggio 1940). Tra i giusti polacchi c'erano Helena e Julian Grobelny, presidente di Żegota, che ospitava oltre una dozzina di attivisti ebrei nella loro casa vicina. Ci furono anche cristiani polacchi giustiziati dalle SS con l'accusa di aiutare gli ebrei.

### La resistenza
La resistenza clandestina si formò nel ghetto a metà del 1941 e iniziò a pianificare la fuga verso la libertà. Sono state raccolte donazioni allo scopo di acquistare armi, una raccolta fondi ebraica fu organizzata nel giugno e luglio 1942. Il mese successivo, precisamente il 21 agosto, iniziò la liquidazione del ghetto, comandata dalle SS-Untersturmführer Schmidt, il capo della Gestapo di Mińsk. Circa 5.000 ebrei furono caricati su treni merci, rinchiusi e mandati a Treblinka il giorno successivo. La maggior parte dei restanti, 1.000-1.300 ebrei (molti tentavano di nascondersi) furono fucilati in vari luoghi della città, insieme a tutti i membri dello Judenrat compreso il suo presidente Mosze Kramarz, il suo vice Majer Bryks, così come Jankiel Popowski, Hil Morgensztern, Mosze Wajnberg, il signor Bressler, il signor Słoń, il signor Sztutman e altri assassinati dietro l'edificio delle SS in Via Warszawska 35. Diverse centinaia di uomini furono lasciati in vita e divisi temporaneamente in battaglioni di prigionieri. Il primo gruppo composto da 150 uomini fu collocato presso la fonderia di ferro prebellica K. Rudzki i S-ka rilevata dai nazisti, che si trovava in via Piłsudskiego 55. Il secondo gruppo di circa 500 uomini è stato trasferito nei locali della Scuola Pubblica Nr 1 in via Siennicka 39, come forza lavoro per l'azienda tedesca Wolf & Goebel.
L'ultima ondata di uccisioni di massa è iniziata diversi mesi dopo. Un folto gruppo di ebrei dell'edificio scolastico, ribattezzato Campo Kopernikus, fu trasportato al cimitero ebraico il 24 dicembre 1942 e lì assassinato; coloro che erano rimasti (circa 250 lavoratori schiavi) furono uccisi il 10 gennaio 1943 in seguito alla rivolta dei prigionieri di Kopernikus. Le SS circondarono i locali pianificando un'azione di deportazione, ma i prigionieri si chiusero dentro e resistettero, mettendo le SS in uno stato di scioccata incredulità. Dopo la battaglia, l'edificio fu dato alle fiamme e bruciato con gli ebrei all'interno. Nel frattempo, presso la fonderia K. Rudzki (ribattezzata Krupp AG), oltre 100 lavoratori ebrei furono estratti il 5 giugno 1943 e giustiziati per ultimi. Il ghetto non c'era più. Un movimento di resistenza si sviluppò a Mińsk, e in seguito l'esercito nazionale polacco (AK) ebbe la possibilità di vendicarsi. Il 22 luglio 1943 il capo della Gestapo Schmidt cadde in un'imboscata e fu fucilato dai partigiani.
Alla fine dell'occupazione tedesca della Polonia, Mińsk Mazowiecki fu liberato non dall'avanzata dell'Armata Rossa, ma dai soldati polacchi dell'AK che entrarono nella città davanti a loro. Sebbene sia noto che 250 ebrei di Mińsk siano sopravvissuti, molti di loro salvati dalle famiglie polacche nella parte "ariana" della città (compresi quelli che riuscirono a sfuggire alle deportazioni di Treblinka), la comunità ebraica prebellica fu effettivamente spazzata via a Mińsk durante l'Olocausto. Non c'era nessuno e niente per cui tornare dopo la fine della guerra. La comunità, che aveva prosperato dal 1768, cessò di esistere del tutto. Non fu più ristabilito.

## Persone importanti
- Julian Grobelny, il giusto tra le nazioni che ha presieduto Żegota, dando rifugio agli ebrei nascosti vicino a Mińsk.